# Load average
Load average é uma informação em um ambiente Unix que refere-se à "média total do número de processos em espera na lista de execução (run-queue) somado ao número de processos atualmente em execução, dentro do último período de 1, 5 e 15 minutos". A expressão em inglês pode ser traduzida como "média(s) de carga (de trabalho)".
São valores médios dos processos esperando execução ou em execução nos últimos períodos de 1, 5 e 15 minutos  consultados com o comando uptime, que em geral dispensa privilégios especiais no sistema (assim como o comando top, que mostra o load average inserido no meio de muitas outras informações):
```
  $ uptime
  6:23PM up  6:36, 3 users, load averages: 
load averages: 2.43, 2.96, 3.41
```

A fórmula é um pouco mais complicada que isso, mas esta explicação atende bem a uma definição funcional do assunto.
O que o load average diz sobre o sistema, tomando como exemplo a saída
```
  load averages: 2.43, 2.96, 3.41
```

é que a carga média no último minuto foi 2.43, nos últimos 5 minutos foi 2.96, e nos últimos 15 minutos foi 3.41. Isto significa que:
- Em média, durante o último minuto, houve 2.43 processos rodando ou esperando por recurso na máquina
- De maneira geral a carga está tendendo a diminuir, já que as médias vem caindo (3.41, 2.96 e 2.43)
- O sistema está ocupado, mas não podemos concluir o quanto apenas pelas load averages.

É importante esclarecer que esses valores não levam em conta o número de processos, e também que estes processos podem estar aguardando por qualquer coisa, incluindo CPU, disco ou rede.
Um sistema que tem load averages significativamente mais altos que o número de CPUs está provavelmente bem ocupado, ou travado por algum gargalo ou falta de recurso crítico. Por outro lado, um sistema com o load average mais baixo que o número de CPUs está provavelmente folgado.